# Demokratikus Lendület
A Demokratikus Lendület (DEL) a Demokratikus Koalíció ifjúsági szervezete.

## Történet
A Demokratikus Lendület Gyurcsány Ferenc fiatalok felé való nyitásának eredményeként jött létre. Története a pártelnök workshopjain kezdődött, ahol összegyűlt több korábbi és új DK-közeli fiatal. Az azután következő félévben kidolgozták a szervezet működését és alapszabályát, és 2020. július 1-jén hivatalosan is megalakult a DEL.

## Célkitűzés
A DEL célja minél több fiatal megszólítása, a politikába való bevonása. A szervezet a következő sorokkal határozza meg önmagát:
"A Demokratikus Lendület a Demokratikus Koalíció ifjúsági szervezeteként egy szabad, a fiatalok számára is élhető, polgári demokráciát kíván egy európai Magyarországon. Hiszünk abban, hogy minden ember egyenlő, éppen ezért egy nyitott, befogadó fiatal közösség megteremtésén fáradozunk, melyben minden fiatal társunk megtalálhatja számítását.

Tevékenységünk által újból emberközelivé kívánjuk tenni a politikát: az értelmes, termékeny politikai vita előtérbe helyezésével, s a fiatal értelmiség ezáltali bevonásával részt kívánunk venni a jövő politikusainak felfedezésében és a politikai színpadra segítésében."

## Akciók
Az első nyilvános megjelenésük 2020. július 3-án volt, a Színház- és Filmművészeti Egyetem melletti tüntetésen a Kossuth téren.
2020. augusztus 8-án elkísérték Gyurcsány Ferencet Tihanyba a Fekete-Győr Andrással való találkozására.
Az első nagy akciójuk a vízibiciklis tüntetés volt a Balatonon 2020. augusztus 12-én, amely során a tó beépítése ellen tiltakoztak.
A nyár folyamán többször matricázással hívták fel a figyelmet országszerte. A matricákon figyelemfelkeltő feliratok szerepeltek, például „Higgy magadban, mint Orbán a magyar fociban!”, „Szerezz magadnak valakit, aki úgy néz rád, mint Németh Szilárd a pacalra!” vagy „Kígyók kígyóznak”.
2020. augusztus 19-én szivárványszínű zászlót vittek Novák Elődnek, miután a Mi Hazánk politikusa többször ellopta a Fővárosi Önkormányzatról a Pride-zászlót.
2020. szeptember 6-án részt vettek az SZFE melletti élőláncon.
2020. szeptember 18-án játékhelikoptert és játékhajót vittek Szijjártó Péternek, a külügyminiszter adriai jachtozására reagálva.
2020. szeptember 20-án megtisztították a szentendrei HÉV-megállót.
2020 októberében az Ingyen Internet kampány keretében aláírásgyűjtésbe kezdtek. 
A kampány során bejárták az országot, több ezer fiatal aláírását összegyűjtve.
2020. október 11-én többen elmentek Tiszaújvárosba a közös ellenzéki jelölt mellett kampányolni az időközi választáson.
2020. november 15-én 3000 db mécsessel emlékeztek meg a koronavírus magyarországi áldozataira.
2021. február 9-én Kiss Gergő, a DEL korábbi elnöke részt vett az Ifjúsági Szervezetek Parlamentjének ülésén, ahol javaslatokat dolgoztak ki az érettségi lebonyolítására a koronavírus-járvány idején.
2021. március 11-én akciót szerveztek a szabad vakcinaválasztásért, dudálásra buzdítva az autósokat.
2021. április 22-én a Föld napja alkalmából elültettek egy fát a XV. kerületben Barkóczi Balázs segítségével.
2021. május 15-én, miután Mészáros Lőrinc (vállalkozó) megvette a Kogart villát az Andrássy úton, átkeresztelték az utat Mészáros Lőrinc sugárúttá.
2021. május 27-én Manhalter Dániellel tiltakozásul 1000 darab magyar és uniós zászlót helyeztek el a leendő Fudan Egyetem helyén.
2021 decemberében állateledelt vittek egy menhelynek Karácsonyra.
2022. január 10-én csekket vittek Orbán Viktornak Felcsútra, hogy támogassa a magyar fiatalok lakhatását és oktatását. Itt kiderült, hogy Orbán házát arcfelismerő kamerákkal figyelik.

## Nyilvános megjelenések
2021. augusztus 11-15 között saját standjuk volt az EFOTT fesztiválon, ahol az ifjúsági szervezetek vitáján is részt vettek.
2021. szeptember 4-én részt vettek a DiákFeszten megrendezett vitán is.
2022. július 13-16 között ismét saját standdal részt vettek az EFOTT fesztiválon.

## Politikai beszélgetések
A DEL a tagjainak rendszeres beszélgetéseket szokott szervezni DK-s politikusokkal.
Vendégül látták már Arató Gergelyt, Sebián-Petrovszki Lászlót, Vadai Ágnest, Rónai Sándort és Barkóczi Balázst is.

## Nemzetközi kapcsolatok
A szervezet már több baloldali ifjúsági szervezettel felvette a kapcsolatot Európa-szerte. Az első közös találkozót a belga Jongsocialisten-nel rendezték meg, akikkel megállapodtak a jövőbeli széleskörű együttműködésben.

## Alapszervezetek
2021. február 28-án alakult meg első helyi alapszervezetük Vas megyében. A helyi szervezeti elnök Szilágyi Tamás.
2022-ben alakult meg második helyi alapszervezetük Dunaújvárosban, elnökük Farkas Richárd.

## Nyári táborok
2020. augusztus 10-13: Nyári Egyetem Gyurcsány Ferenccel
2021. augusztus 2-5: DEL nyári tábor Siófokon
2022. augusztus 15-18: DEL II. nyári tábora Siófokon

## Közösségi média
A DEL jelen van Facebookon, Instagramon, TikTok-on és Youtube-on is.

## Szervezeti működése
| A Demokratikus Lendület elnöksége | A Demokratikus Lendület elnöksége | A Demokratikus Lendület elnöksége                                           |
| Sorszám                           | Elnök                             | Elnökség                                                                    |
| --------------------------------- | --------------------------------- | --------------------------------------------------------------------------- |
| 1                                 | Kiss Gergő                        | Bodnár Alex Szilveszter, Hegyesi Edina, Király Miklós, Szilágyi Tamás       |
| 2                                 | Kiss Gergő                        | Bodnár Alex Szilveszter, Halácsy Gergely, Hegyesi Edina, Jenei Kevin Martin |
| 3                                 | Csúcs Zsombor                     | Molnár Ádám, Nagy Szabolcs, Orosz Vivien, Tóth Gy. Bori                     |
| 4                                 | Hegyesi Edina                     | Abd El Rahim Ali, Farkas Richárd, Gyekiczki Marci, Tóth Gy. Bori            |